# Strand Esbønderup
Strand Esbønderup er en strand, kyst- og sommerhusby i Nordsjælland med 273 indbyggere  (2024). Strand Esbønderup er beliggende i Græsted Sogn ved Kattegat og Sjællands nordligste punkt Gilbjerg Hoved. Byen tilhører Gribskov Kommune og er beliggende i Region Hovedstaden.
Strand Esbønderup ligger to kilometer vest for Gilleleje, tre kilometer øst for Smidstrup og 25 kilometer nord for Hillerød.